# Tres Marías, Michoacán de Ocampo
Tres Marías är en ort i Mexiko.   Den ligger i kommunen Morelia och delstaten Michoacán de Ocampo, i den södra delen av landet, 210 km väster om huvudstaden Mexico City. Tres Marías ligger 2 091 meter över havet och antalet invånare är 837.
Terrängen runt Tres Marías är kuperad åt sydost, men åt nordväst är den platt. Terrängen runt Tres Marías sluttar norrut. Runt Tres Marías är det ganska tätbefolkat, med 124 invånare per kvadratkilometer. Närmaste större samhälle är Morelia, 7,2 km väster om Tres Marías. I omgivningarna runt Tres Marías växer huvudsakligen savannskog.